# Курбский, Семён Фёдорович
Князь Семён Фёдорович Курбский (умер 1527/1528) — воевода, наместник и боярин на службе у московских князей Ивана III и Василия III. Средний сын князя Фёдора Семёновича, внук первого князя Семёна Ивановича Курбского, упомянутого воеводой Нижнего Новгорода в 1483 году. Имел братьев, князей: Михаила Фёдоровича по прозванию Карамыш и Романа Фёдоровича. 

## Служба у Ивана III
Показан в дворянах. В 1492 году участвовал в первом государевом Новгородском походе. В 1495 году участвовал во втором походе Ивана III в Новгород, из которого осуществлялось управление боевыми действиями в русско-шведской войне 1495—1497 годов. В 1499 вместе с князем Петром Фёдоровичем Ушатым и В. И. Заболоцким-Бражником первый воевода в большом походе за Урал с 5000 Устюжских, Вятских, Пермских, Двинских, Вожских и Пиняжских войск в Кодуи, для покорения Югорской земли, то есть вогулов, живших в низовьях рек Тобол и Обь. Они водным путём достигли Печоры, где заложили крепость Пустозерск, а затем на лыжах пересекли Урал. Русское  войско дошло до городка Ляпина, взяли 32 городка, более тысячи пленных и 50 князей. Тогда местные князья подчинились Москве.
В марте 1500 года вторично был послан с войском в Югорскую землю. Соединяясь в городе Усташе с другими отправленными туда воеводами, укрепил этот город деревянными стенами и в ноябре пошёл к великому Угорскому камню. В походе побил много самояди, взял много оленей, на лыжах и оленьих упряжках прошёлся по краю, завладел у вогуличей и остяков много поселений, взяв в плен 1009 человек, привёл их к присяге на верность московскому правительству. К Пасхе 1501 года воевода вернулся в Москву. После 1503 Курбский описывал Торопецкий уезд.

## Служба у Василия III
В апреле 1506 года, во время неудачного похода Московского войска под общим командованием брата Василия III — Дмитрия Ивановича на Казань, Семён Фёдорович был первым воеводою войск, стоявших с судовой ратью на Каме на перевозе. В 1507-1508 годах первый воевода передового полка в Литовском походе, водил войска из Великих Лук. В 1511 году вместе с князем Петром Васильевичем Шестуновым были направлены наместниками в Псков, где они сменили Григория Фёдоровича Морозова и Ивана Андреевича Челяднина. Псковичам новые наместники пришлись по душе и в город вернулись некоторые жители, которые до этого бежали от очень плохого правления князя. Во время похода к Смоленску 1513 года направлен от Великих Лук к Полоцку, как воевода полка правой руки, а после воевода Передового полка в походе под Бреславль. В 1515 году воевода передового, а затем сторожевого полка при переходе из Смоленска к Мстиславлю. В 1515 году пожалован боярским титулом и отправлен сперва первым воеводою Сторожевого полка, а после Передового полка на Литву. В 1516 году был вторым воеводой Большого полка при походе с Белой к Витебску, а потом вторым же воеводою в Вязьму, откуда в 1518 году направлен сперва вторым, а после первым воеводой Сторожевого полка в поход под Могилёв и под Молодевку. В 1519 году упомянут наместником в Стародубе, откуда князь Василий Шуйский из Смоленска, князь Горбатый из Пскова, князь Курбский из Стародуба ходили до самой Вильны, но литовское войско уклонилось от решающего сражения и московское воинство удовлетворилось добычей и пленными. В 1520 году первый воевода в Мещере. В 1523 году первый воевода, принял участие в основании г. Василя на реке Суре (сейчас Васильсурск). В августе 1524 года второй воевода передового полка судовой рати из Нижнего Новгорода в походе на Казань, с царём Шигалеем. Весной 1525 года отправлен с тем же царём Шигалеем к Казани первым воеводою Передового пока судовой рати, где осадили город и принудили жителей покориться. В этом же году, первый воевода Передового полка в походе из Смоленска на Литву, а когда князь Василий III решил расторгнуть свой бездетный брак с Соломонией Сабуровой, Семён Фёдорович осудил это решение по морально-религиозным соображениям. Последний раз он упоминается в источниках, как воевода в Нижнем Новгороде в 1528 году. По свидетельству Сигизмунда Герберштейна (см. Записки о Московии), отличался «самой строгой жизнью».
Умер в 1527/1528 году.
По родословной росписи показан бездетным. Был женат на неизвестной по имени дочери дворецкого и боярина Василия Андреевича Челяднина и Агриппины Фёдоровны, мамки малолетнего царя Ивана Грозного.